# Забіловка
Забі́ловка (каз. Забелов) — село у складі Житікаринського району Костанайської області Казахстану. Адміністративний центр та єдиний населений пункт Забіловського сільського округу.
Населення — 1326 осіб (2021; 2158 у 2009, 2051 у 1999, 2327 у 1989).